# REC114
REC114 (англ. REC114 meiotic recombination protein) – білок, який кодується однойменним геном, розташованим у людей на 15-й хромосомі. Довжина поліпептидного ланцюга білка становить 266 амінокислот, а молекулярна маса — 29 155.
| 10         |  | 20         |  | 30         |  | 40         |  | 50         |
| ---------- |  | ---------- |  | ---------- |  | ---------- |  | ---------- |
| MAEAGKVPLS |  | LGLTGGEAAE |  | WPLQRYARCI |  | PSNTRDPPGP |  | CLEAGTAPCP |
| TWKVFDSNEE |  | SGYLVLTIVI |  | SGHFFIFQGQ |  | TLLEGFSLIG |  | SKDWLKIVRR |
| VDCLLFGTTI |  | KDKSRLFRVQ |  | FSGESKEQAL |  | EHCCSCVQKL |  | AQYITVQVPD |
| GNIQELQLIP |  | GPPRATESQG |  | KDSAKSVPRQ |  | PGSHQHSEQQ |  | QVCVTAGTGA |
| PDGRTSLTQL |  | AQTLLASEEL |  | PHVYEQSAWG |  | AEELGPFLRL |  | CLMDQNFPAF |
| VEEVEKELKK |  | LAGLRN     |  |            |  |            |  |            |

A: Аланін

C: Цистеїн

D: Аспарагінова кислота

E: Глутамінова кислота

F: Фенілаланін

G: Гліцин

H: Гістидин

I: Ізолейцин

K: Лізин

L: Лейцин

M: Метіонін

N: Аспарагін

P: Пролін

Q: Глутамін

R: Аргінін

S: Серин

T: Треонін

V: Валін

W: Триптофан

Задіяний у таких біологічних процесах, як рекомбінація ДНК, мейоз. 